# Рапеш
 Тази статия е за селото в Северна Македония.  За селото в Гърция с алтернативно име Рапеш, вижте Рабеш.  
Ра̀пеш (на македонска литературна норма: Рапеш) е село в южната част на Северна Македония, община Новаци.

## География
Селото е разположено в източните склонове на Селечката планина, в областта Битолско Мариово. Селото е на надморска височина од 700 метра. Землището му е 22,3 km,2 като обработваемата земя е 1119 ха, пасищата 791 ха, а горите 98 ха.

## История
В XIX век Рапеш е село в Прилепска кааза на Османската империя. Църквата в селото „Света Параскева и Свети Димитър“ е изградена около 1860 година. В „Етнография на вилаетите Адрианопол, Монастир и Салоника“, издадена в Константинопол в 1878 година и отразяваща статистиката на населението от 1873 година, Репеш (Repèche) е посочено като село с 38 домакинства със 165 жители българи и 5 цигани.
Според статистиката на Васил Кънчов („Македония. Етнография и статистика“) от 1900 година Рапешъ има 388 жители, всички българи християни.
На Етнографската карта на Битолския вилает на Картографския институт в София от 1901 година Рапеш е чисто българско село в Прилепската каза на Битолския санджак с 40 къщи.
След Илинденското въстание, в началото на 1904 година цялото село минава под върховенството на Българската екзархия. По данни на секретаря на екзархията Димитър Мишев („La Macédoine et sa Population Chrétienne“) през 1905 година в Рапеш има 448 българи екзархисти.
Селото е разрушено през Първата световна война, когато е на фронтовата линия. В 1919 година разселените рапешани се завръщат в селото си.

### Преброявания[1]
| Националност     | 1948 | 1953 | 1961 | 1971 | 1981 | 1991 | 1994 | 2002 |
| ---------------- | ---- | ---- | ---- | ---- | ---- | ---- | ---- | ---- |
| Общо             | 387  | 428  | 478  | 427  | 309  | 97   | 74   | 46   |
| северномакедонци |      | 428  | 478  | 427  | 309  | 97   | 74   | 46   |
| албанци          |      | 0    | 0    | 0    | 0    | 0    | 0    | 0    |
| турци            |      | 0    | 0    | 0    | 0    | 0    | 0    | 0    |
| роми             |      | 0    | 0    | 0    | 0    | 0    | 0    | 0    |
| власи            |      | 0    | 0    | 0    | 0    | 0    | 0    | 0    |
| сърби            |      | 0    | 0    | 0    | 0    | 0    | 0    | 0    |
| бошняци          |      | 0    | 0    | 0    | 0    | 0    | 0    | 0    |
| други            |      | 0    | 0    | 0    | 0    | 0    | 0    | 0    |

## Личности
Родени в Рапеш
- Иван Петков Ризов, кметски наместник в периода от 1941 до 1944 година[8]
- Петко Боше, българин, православен, арестуван преди април 1904 година, обвинен в „присъединяване към българската бунтовническа организация и участвал в убиването на населението и палене на къщи“, осъден от Извънредния съд на 15 години каторга, лежал в Битолския затвор, амнистиран с общата амнистия от 12 април 1904 година[9]
- Христо Санев (Христос Санас), деец на гръцката въоръжена пропаганда в Македония[10]

Починали в Рапеш
- Никола Зашев Стойчев (? - 1916), български военен деец, капитан, загинал през Първата световна война[11]